# Amt Koldingen

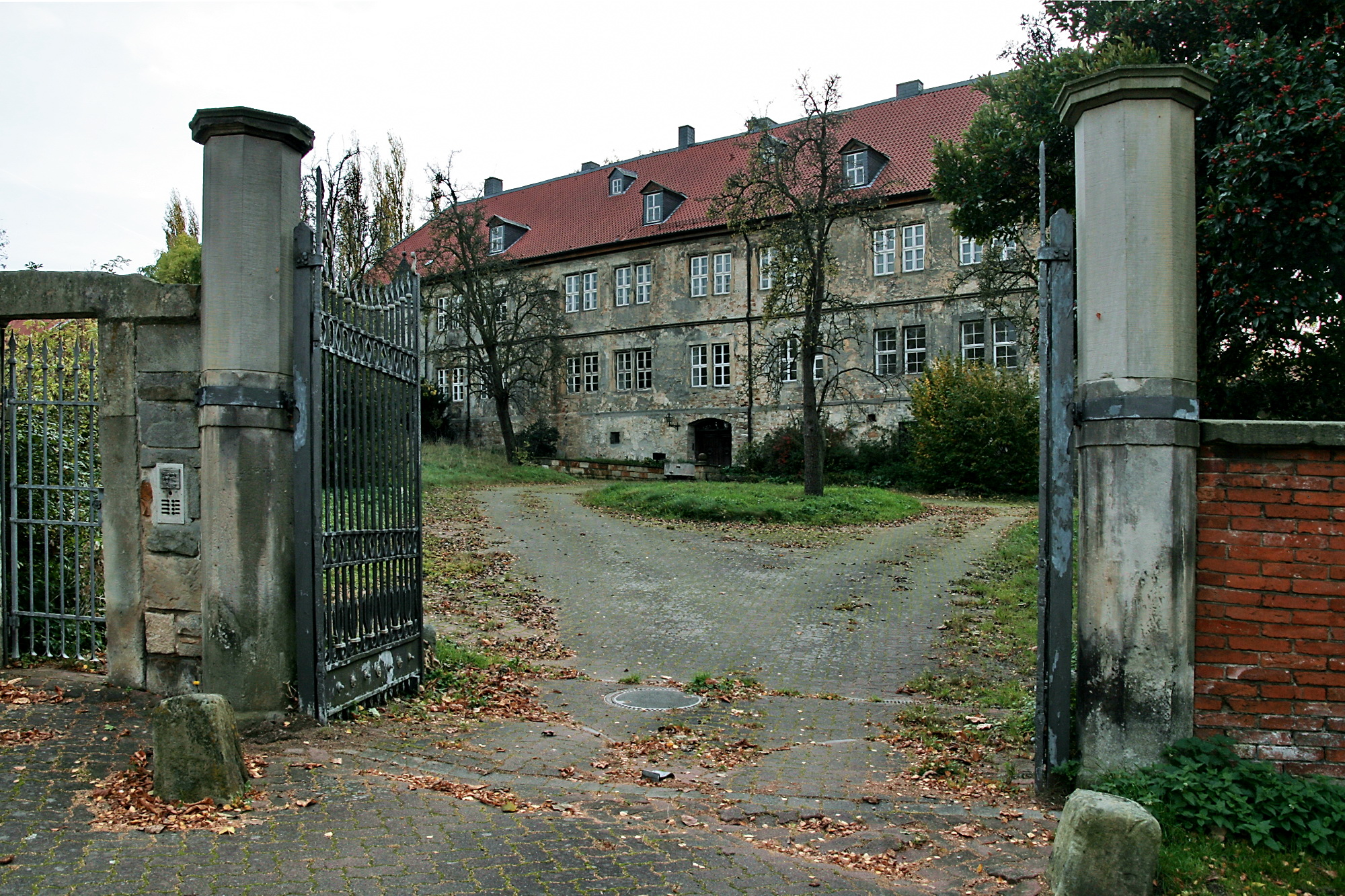
Amtshaus Koldingen, Sitz der Amtsverwaltung

Das Amt Koldingen war ein historisches Verwaltungsgebiet des Fürstentums Calenberg bzw. des Königreichs Hannover mit Sitz in Koldingen.

## Geschichte

Karte des Amtes Koldingen (um 1820)

Die Burg Koldingen wurde im 13. oder 14. Jahrhundert durch die Grafen von Hallermund errichtet, fiel im 14. Jahrhundert an das Hochstift Hildesheim und wurde im Zuge der Territorialisierung zum Mittelpunkt eines Amtes, das sich überwiegend rechts der Leine erstreckte. Im Quedlinburger Rezess kam das Amt 1523 wieder an die Welfen (Fürstentum Calenberg) und wurde mit dem Amt Ruthe vereinigt. Seither taucht für das Amtshaus Koldingen auch die Bezeichnung Haus Lauenburg und für das vereinigte Amt Lauenburg auf. Nach dem Dreißigjährigen Krieg wurde er wieder durch den Namen Amt Koldingen verdrängt.
Herzog Heinrich Julius von Braunschweig-Wolfenbüttel ließ um 1590 für die abgängigen Burggebäude das Amtshaus Koldingen als neuen Verwaltungssitz errichten. Auf Grund des Restitutionsedikts von 1629 wurde die Verwaltung zunächst vorübergehend wieder durch hildesheimnische Beamte wahrgenommen. Bei der endgültigen Rückgabe des Großen Stifts an das Hochstift Hildesheim 1643 wurden Koldingen und Ruthe getrennt. Das ursprüngliche Amt Koldingen blieb welfisch und wurde als solches wiederhergestellt und bis 1653 um den größeren Teil der Goe Pattensen aus dem Amt Calenberg vermehrt: Um 1643 kamen Hiddestorf, Ihme, Roloven, Linderte, Ohlendorf und Vörie zu Koldingen, 1648 Devese, Harkenbleck, Hemmingen und Wilkenburg, 1653 schließlich Reden. Zuletzt wurde das Amt Koldingen 1671 um das bisher zum Fürstentum Lüneburg gehörige sogenannte Kleine Freie (Döhren, Wülfel, Laatzen) erweitert. Die drei Dörfer bildeten eine eigene Vogtei innerhalb des Amts.  Die Grenze zwischen den Ämtern Koldingen und Ruthe wurde erst um 1750 durch einen Vergleich endgültig festgelegt.
1824 wurde das Amt Koldingen mit dem Gerichtsschulzenamt Hannover zum neuen Amt Hannover vereinigt.

## Umfang
Bei seiner Aufhebung (1824) umfasste das Amt folgende Gemeinden:
| - Bemerode - Devese - Döhren - Grasdorf - Harkenbleck - Hemmingen | - Hiddestorf - Ihme - Kirchrode - Laatzen - Linderte - Misburg | - Müllingen - Ohlendorf - Reden - Rethen - Roloven | - Vörie - Wassel - Wilkenburg - Wülfel - Wülferode |

- Karte mit allen verlinkten Seiten:
- OSM |
- WikiMap

## Amtmänner
- um 1521: Christoph v. Czene, Drost
- um 1539: Johann Hartlef, Amtmann
- ca. 1545 – nach 1559: Balthasar Hülsing, Amtmann
- 1590-: Johann Kaufmann, Amtmann
- ca. 1650: Conrad Block (1608–1661), Amtmann

...
- vor 1808: Flügge
- 1818–1821: Johann Georg Meyer, Amtmann
- 1822–1824: Georg Ludwig von Lüpke, Amtmann

## Amtsmühlen
Zwei herrschaftliche Mühlen standen unter der Verwaltung des Amts, eine unterschlächtige Flussmühle an der Alten Leine und die kleinere oberschlächtige Teichmühle an der Pattenser Schille. Beide werden im Erbregister von 1593 genannt. Die Flussmühle wurde 1587 durch ein Hochwasser schwer beschädigt und aufgegeben, stattdessen die Teichmühle 1595 erneuert und vergrößert. Als Pachtmühle wurde sie bis in die 1940er Jahre betrieben. Das Mühlenhaus ist erhalten.